# Ugly Noise
Ugly Noise è l'undicesimo album in studio del gruppo musicale statunitense Flotsam and Jetsam, pubblicato nel 2012.

## Tracce
1. Ugly Noise - 4:10
2. Gitty Up - 3:09
3. Run and Hide - 5:28
4. Carry On - 4:19
5. Rabbit's Foot - 4:17
6. Play Your Part - 5:29
7. Rage - 3:25
8. Cross the Sky - 4:45
9. Motherfuckery - 3:07
10. I Believe - 2:53
11. To Be Free - 3:08
12. Machine Gun - 3:17

## Formazione
- Edward "Ed" Carlson - chitarra
- Eric "A.K." Knutson - voce
- Michael Gilbert - chitarra
- Jason Ward - basso
- Kelly David-Smith - batteria